# Embalse de San José
La presa de San José (también conocida como presa de Castronuño) es una obra de ingeniería hidroeléctrica construida en el curso medio del río Duero. Está situada a 2 km de la localidad de Castronuño, en la provincia de Valladolid, Comunidad Autónoma de Castilla y León, España. La presa es presa de gravedad. El embalse tiene una superficie de 192 ha, y una capacidad de 5,5 hm³.

## Medio ambiente

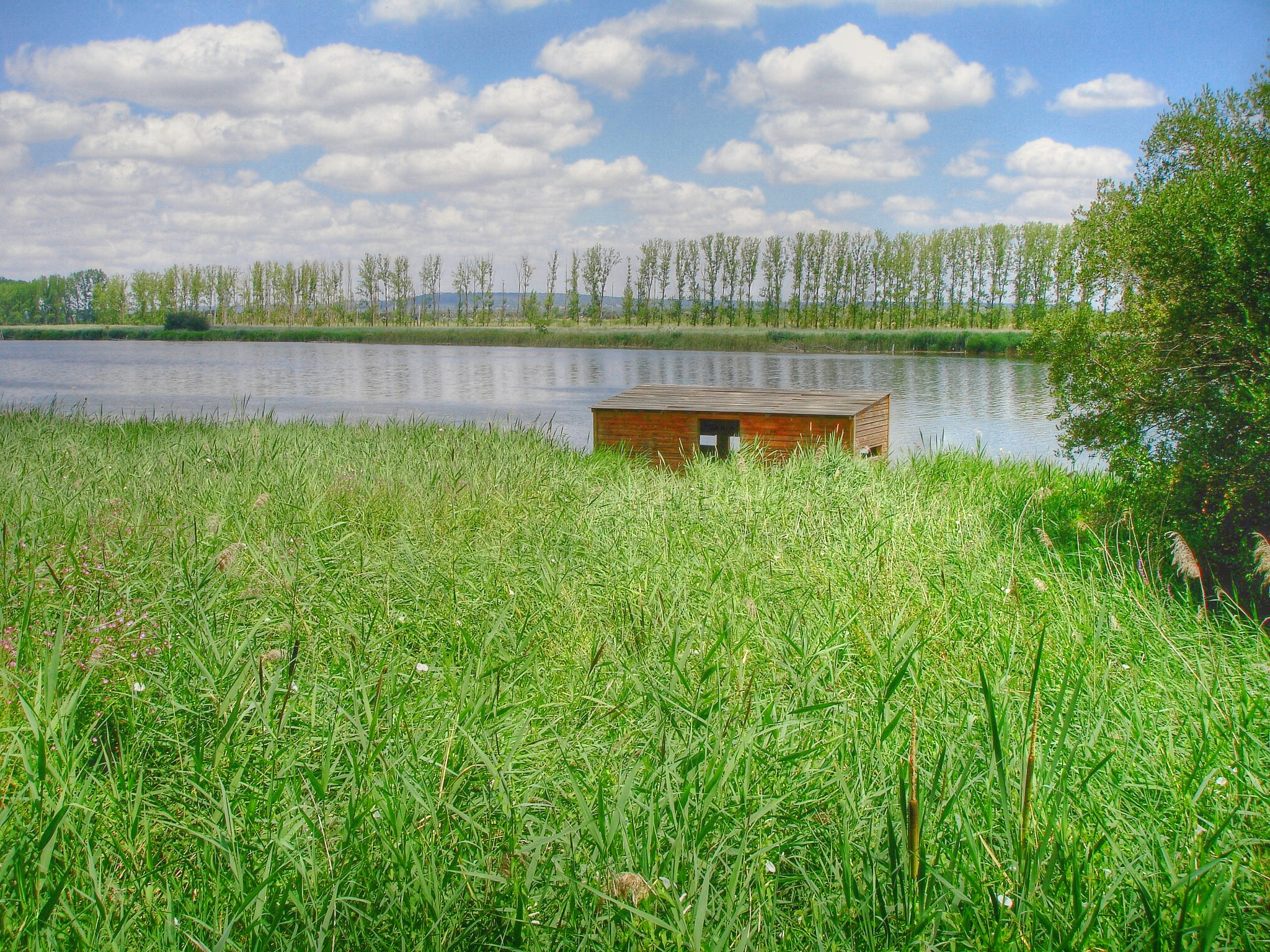
El embalse forma parte de la Reserva Natural de las Riberas de Castronuño-Vega del Duero

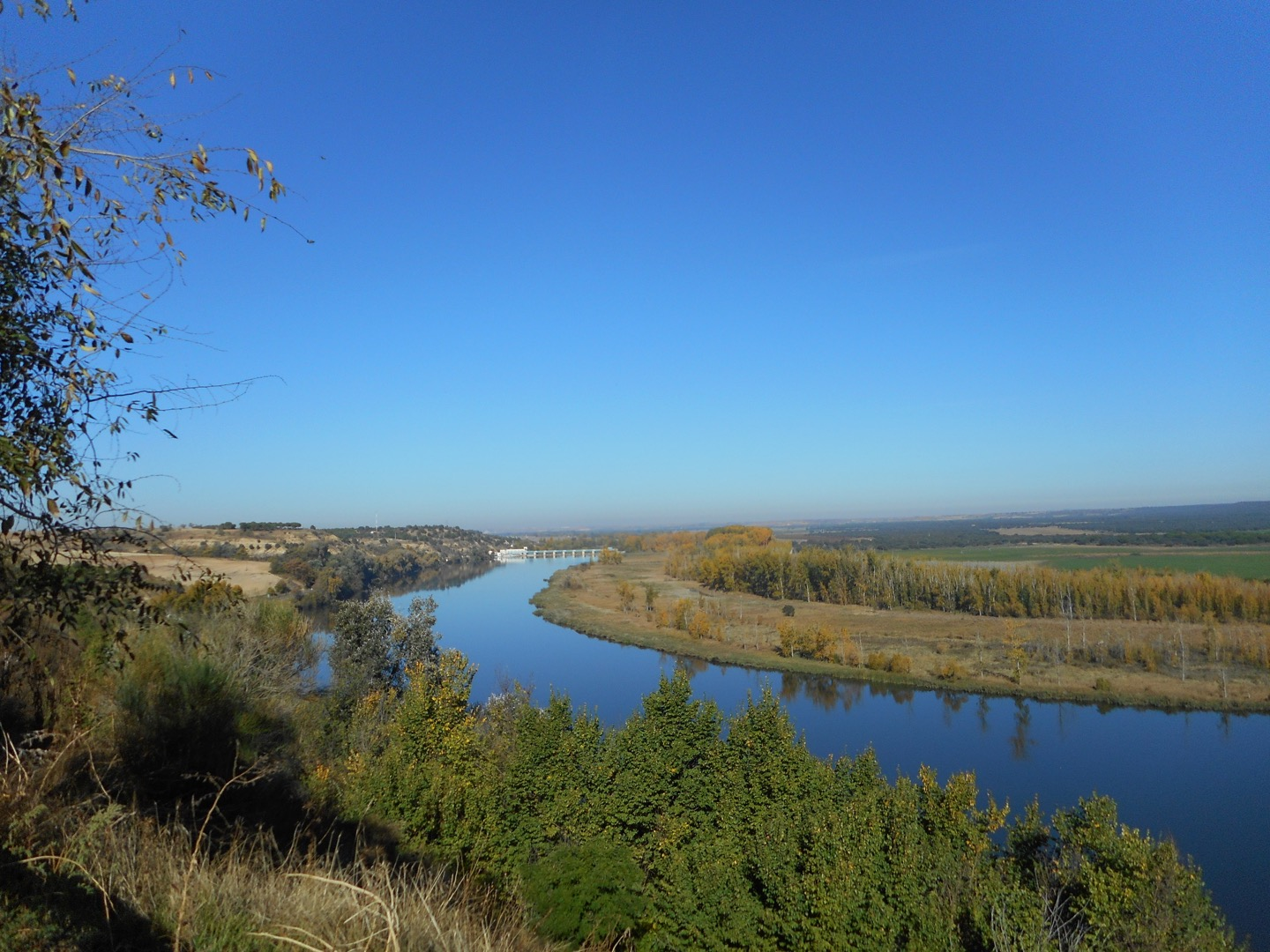
El río Duero, visto desde el mirador de la Muela hacia la presa

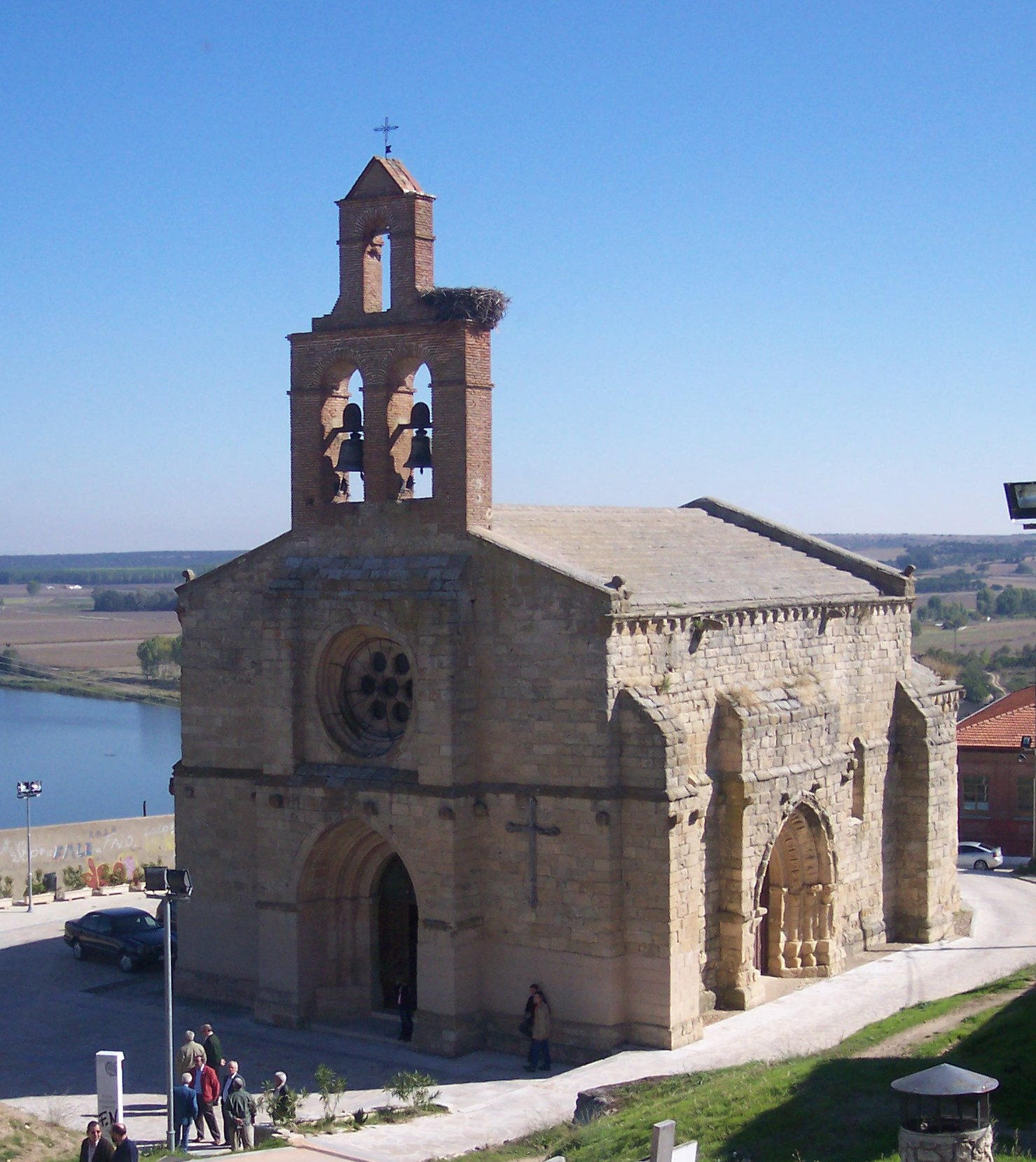
Iglesia parroquial de Santa María del Castillo de Castronuño. Al fondo se puede observar el embalse

El embalse forma parte de la Reserva Natural de las Riberas de Castronuño-Vega del Duero, el único espacio natural protegido de la provincia. Se puede practicar senderismo, cicloturismo y bicicleta de montaña. Hay especies de árboles como pinos piñoneros, cipreses y es posible observar animales como garzas, zampullines, gallipatos o galápagos, tencas, bermejuelas, jabalíes y lobos.

## Historia
Se inició en 1941, se terminó en 1945 y fue inaugurada por Francisco Franco el 3 de octubre de 1946. La central hidroeléctrica lleva funcionando desde 1957.
Anteriormente a la presa existía un molino cuya casa de ladrillo ha permanecido en pie hasta finales del siglo XX. La empresa constructora fue Boeticher y Navarro. La gestión eléctrica empezó con la empresa Electra Popular Vallisoletana.
Actualmente la presa es más importante para regular los canales de riego que nacen en la misma: el de San José, y el de Toro-Zamora, que por su potencia eléctrica.